# Alpes atésines

Carte de la « Partition des Alpes » (Partizione delle Alpi) adoptée en 1926, les Alpes rhétiques et Alpes atésines en 11.

Les Alpes atésines sont un ensemble des Alpes orientales centrales compris entre la vallée de l'Inn au nord, la vallée de l'Adige (le val Vénoste) au sud et celle de l'Isarco au sud-est, sur la région du Tyrol entre l'Autriche et l'Italie. L'Ötztal s'écoule également au sein de cet ensemble, en direction du nord.
Leur nom provient de l'origine latine de l'Adige : Athesis.
Le col de Resia les sépare des Alpes rhétiques à l'ouest. Selon la classification traditionnelle de la « Partition des Alpes » (Partizione delle Alpi) adoptée en 1926, les massifs des Alpes atésines et des Alpes rhétiques font partie des Alpes centrales.
Les Alpes atésines comprennent (d'ouest en est) :
- les Alpes de l'Ötztal
- les Alpes de Stubai
- les Alpes de Sarntal

Quelques-uns des principaux sommets sont :
- le Wildspitze (3 768 m, Alpes de l'Ötztal)
- le Weisskugel (3 738 m, Alpes de l'Ötztal)
- le Hintere Schwärze (3 624 m, Alpes de l'Ötztal)
- le Similaun (3 599 m, Alpes de l'Ötztal)
- le Schalfkogel (3 537 m, Alpes de l'Ötztal)
- le Hochvernagtspitze (3 535 m, Alpes de l'Ötztal)
- le Zuckerhütl (3 507 m, Alpes de Stubai)
- le Schrankogel (3 497 m, Alpes de Stubai)
- le Fluchtkogel (3 494 m, Alpes de l'Ötztal)
- le Ruderhofspitze (3 474 m, Alpes de Stubai)
- le Kreuzspitze (3 455 m, Alpes de l'Ötztal)
- le Hinterer Brunnenkogel (3 438 m, Alpes de l'Ötztal)